# Andromaca

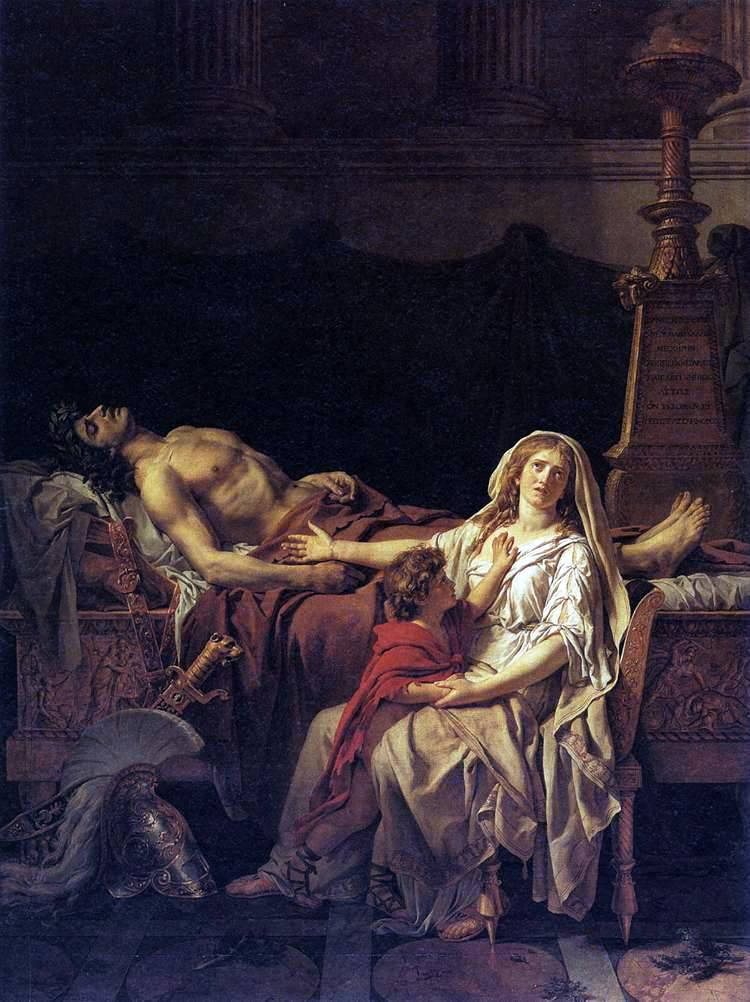
Andromaca îl plânge pe soțul ei, Hector

În mitologia greacă, Andromaca (Ανδρομαχη) este soția lui Hector, fiica lui Eetion și sora lui Podes. A fost născută și crescută în cetatea Teba din Misia, unde tatăl ei era rege. Numele ei ar putea însemna "lupta unui om", deoarece s-a format prin contopirea cuvintelor ανδρος (andros), al unui om și μαχη (machē), bătălie, luptă.
Înainte de cel de-al nouălea an al războiului troian, cetatea natală a Andromacăi a fost devastată de Ahile, iar tatăl și cei șapte frați ai săi au fost masacrați. Împreună cu Hector, Andromaca a avut doar un copil, Astianax. În timpul războiului împotriva Troiei, ea își va pierde atât soțul (ucis de Ahile într-o luptă eroică) cât și fiul (aruncat de pe zidurile Troiei de Neoptolemus). După căderea Troiei, Andromaca va reveni lui Neoptolemus și va fi dusă împreună cu acesta și fratele lui Hector, Helenus, în Epir. Acolo, Andromaca îi va dărui lui Neoptolemus trei fii: Molosos, Pielos și Pergamos. În tragedia Andromaca de Euripide, eroina era pe cale să fie asasinată împreună cu Molosos de Hermione, soția lui Neoptolemus și fiica Elenei.
După moartea lui Neoptolemus, Andromaca se căsătorește cu Helenus și devine regina Epirului.

## Andromaca în literatură
- Andromaca, tragedie de Euripide;

- Andromaca, tragedie de Jean Racine (1667)